# Курдыбановка
Курдыбановка (укр. Курдибанівка) — село в Бучачской городской общине Чортковского района Тернопольской области Украини.
До 2020 года входило в Бучачский район.
Код КОАТУУ — 6121284602. Население по переписи 2001 года составляло 23 человека.

## Географическое положение
Село Курдыбановка находится в 4-х км от правого берега реки Стрыпа,
на расстоянии в 3 км от села Бобулинцы.

## История
- Село известно с XVIII века.